# 道の駅清和文楽邑
道の駅清和文楽邑（みちのえき せいわぶんらくむら）は、熊本県上益城郡山都町にある国道218号の道の駅である。

## 概要
中心的な施設の清和文楽館は、地元に伝わる文楽の紹介をする博物館と、文楽を上演する舞台からなっている。また、当施設内の建築物はくまもとアートポリスに関連しており、特徴的な建物が立ち並んでいる。

## 施設
- 駐車場
  - 普通車：61台
  - 大型車：4台
  - 身障者用：3台
- トイレ
  - 男：大 7器（2器）、小 13器（3器）
  - 女：15器（4器）
  - 身障者用：3器（1器）

（）内は、24時間利用可能
- 公衆電話
- 公衆FAX
- レストラン「四季のふるさと」（11:00 - 15:00）
- 物産館「四季のふるさと」
- 文楽劇場「清和文楽館」（9:00 - 16:30）

### 建築概要

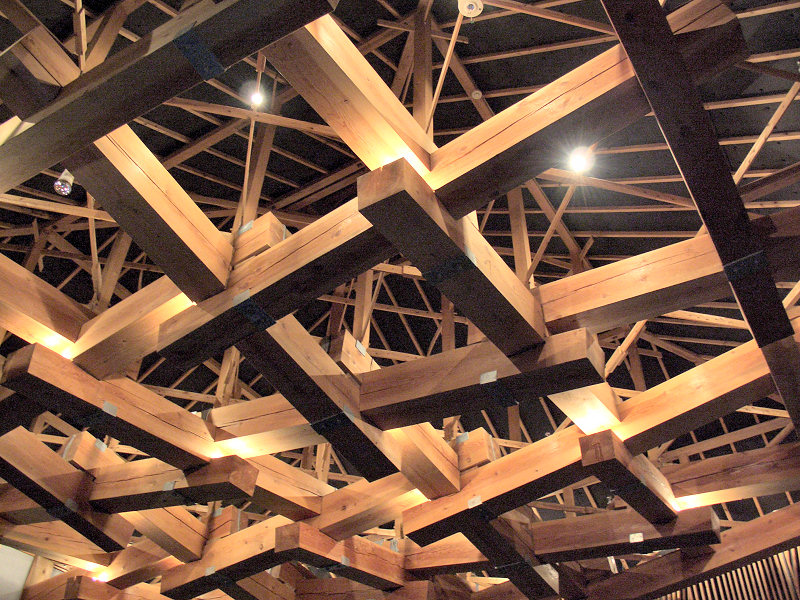
清和文楽館 客席天井

### 清和文楽館

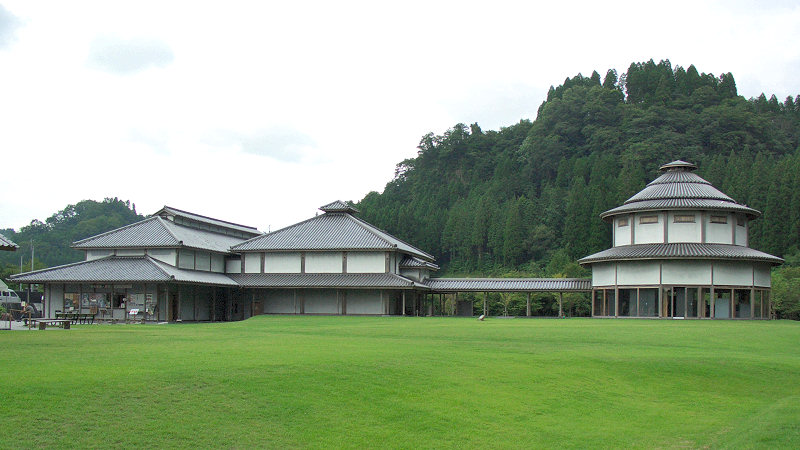
清和文楽館

清和文楽館（せいわぶんらくかん）は、地元に伝わる文楽を展示し上演を行う施設。道の駅清和文楽邑の中心的な施設で、くまもとアートポリス参加プロジェクト。
熊本県の重要無形文化財に指定されている、清和文楽が鑑賞できる施設として計画された。それまでは奉納文楽として上演されていたが、常設施設の建設により観光資源化が図られた。設計者が騎馬戦現代斗栱と呼ぶ舞台棟客席の天井、タニシをイメージしたという円形の展示室棟が印象的である。
文楽館は1992年（平成4年）に開館、物産館は1994年（平成6年）に完成した。
- 開館時間：9:00 - 16:30
- 休館日：火曜日（祝祭日は開館）、年末年始
- 設計 - 石井和紘
- 竣工 - 1992年
- 敷地面積 - 10,200m2
- 建築面積 - 856m2
- 延床面積 - 781m2
- 構造 - 木造
- 規模 - 地上2階

### 清和物産館「四季のふるさと」
くまもとアートポリス推進賞受賞施設。設計者が割り箸構造と名付けた屋根構造が特徴である。

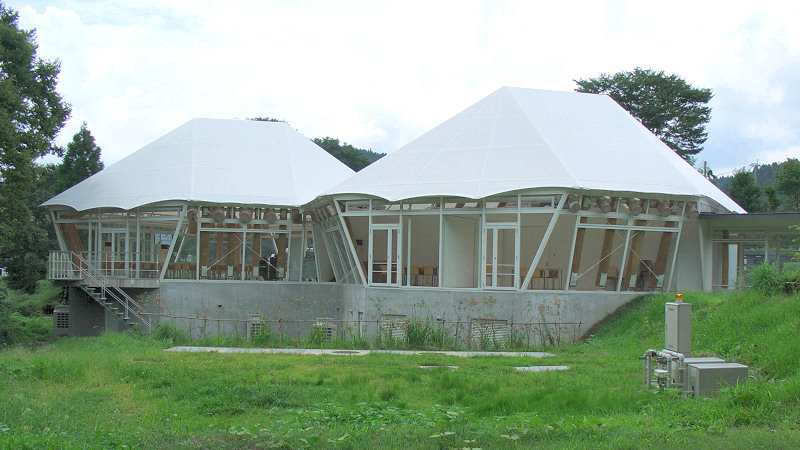
清和郷土料理館

- 設計 - 石井和紘
- 竣工 - 1994年
- 敷地面積 - 13,060m2
- 建築面積 - 651m2
- 延床面積 - 510m2
- 構造 - 木造
- 規模 - 地上1階

### 清和郷土料理館
くまもとアートポリス参加プロジェクト。雨天でも薪文楽を開催できる施設として計画された。文楽人形の関節を模した構造を採用している。

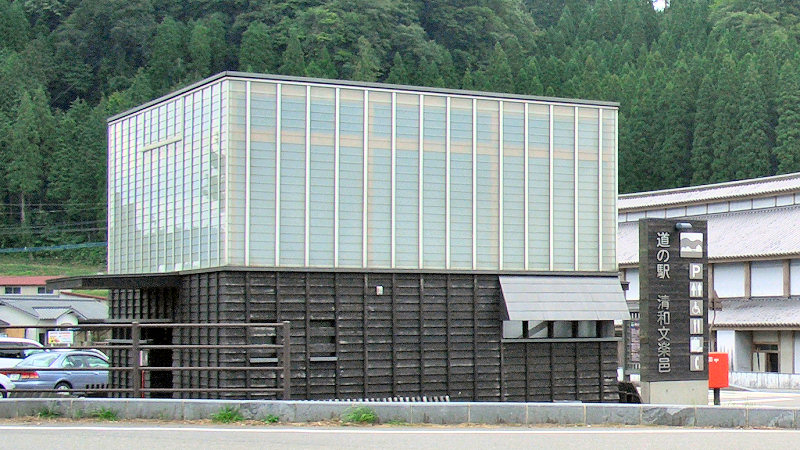
公衆トイレ

- 設計 - 石井和紘
- 竣工 - 2004年
- 敷地面積 - 6,628m2
- 建築面積 - 537m2
- 延床面積 - 437m2
- 構造 - 木造
- 階数 - 地上1階

### 公衆トイレ
くまもとアートポリス参加プロジェクト。清和文楽館が道の駅に登録されたことを受けて整備された施設。当施設の目印や道しるべとしての機能も果たせるよう考慮されている。
- 設計 - 小材健治
- 竣工 - 2001年
- 敷地面積 - 135m2
- 建築面積 - 40m2
- 延床面積 - 40m2
- 構造 - 木造
- 規模 - 地上1階
- 所在地 - 上益城郡山都町大平138-6

## 休館日
- 毎週火曜日
- 年末年始

## 清和文楽
清和文楽（せいわぶんらく）とは、熊本県上益城郡山都町に伝わる人形浄瑠璃。
江戸時代後期の嘉永年間（1848年 - 1854年）に、巡業で訪れた阿波・淡路の人形一座より村人が人形を譲り受け、操り方を習ったのが起こりとされている。明治末期に一時衰退したが、昭和に入り復活、昭和29年（1954年）保存会が結成された。昭和54年（1979年）、熊本県重要無形文化財の指定を受ける。

## アクセス
- 国道218号 - 登録路線

## 周辺
- 清和総合支所
- 大矢川
- 清和高原天文台

## 参考資料
- 「SD 1991年1月号 - 特集くまもとアートポリス」鹿島出版会 1991年1月
- 「造景 No.10（1997年8月号）- 特集くまもとアートポリスの場合・設計者選定の大いなる実験」建築資料研究社 1997年8月
- 「くまもとアートポリスニュース」熊本県土木部建築課
- 「くまもとアートポリスパンフレット」熊本県土木部建築課